# NGC 4311
NGC 4311 је ознака објекта на координатама са ректансцензијом 12h 22m 26,3s и деклинацијом + 29° 12" 16'. Открио га је Џон Хершел, 19. априла 1827. Каснијим посматрањима на том положају није уочен никакав астрономски објекат.